# Endre Tilli
Endre Tilli (Budapest, 15 agosto 1922 – Shannon, 14 agosto 1958) è stato uno schermidore ungherese, vincitore di due medaglie di bronzo nella scherma ai giochi olimpici.